# هنگ لانگ پراپرتیز
هنگ لانگ پراپرتیز (به انگلیسی: Hang Lung Properties) شرکت املاک و مستغلات هنگ کنگی است، که در زمینه مدیریت، سرمایه‌گذاری و توسعه املاک و مستغلات فعالیت می‌کند. 
شرکت هنگ لانگ پراپرتیز در سال ۱۹۴۹ تأسیس شد و در سال ۱۹۸۷ توسط گروه هنگ لانگ خریداری شد و هم‌اکنون بازوی املاک این گروه می‌باشد.
دفتر مرکزی این شرکت در هنگ کنگ قرار دارد و بخشی از سهام آن در بازارهای بورس اوراق بهادار هنگ کنگ، بورس شنژن و بورس تایوان معامله می‌شود.